# Nejdyki
Nejdyki (niem. Neuguth) – wieś w Polsce położona w województwie warmińsko-mazurskim, w powiecie iławskim, w gminie Iława.
W latach 1946–1975 oraz 1975–1998 miejscowość administracyjnie należała do województwa olsztyńskiego. Od XIX wieku do 31 grudnia 1958 roku w granicach powiatu suskiego.